# سرطانة نخاعية
السرطانة النخاعية (بالإنجليزية: Medullary carcinoma)‏ قد تشير إلى واحدة من عدة أورام مختلفة من أصل طلائي. بما أن مصطلح «النخاع» هو واصف تشريحي عام للطبقة الوسطى من أنسجة الأعضاء المختلفة، فإن الورم النخاعي ينشأ عادةً من «أنسجة الطبقة الوسطى» للعضو المعني.
تشير السرطانة النخاعية في أغلب الأحيان إلى:
- سرطان الغدة الدرقية النخاعي
- سرطان الثدي النخاعي
- أمبولة فاتر
- المرارة
- الكلى (سرطان النخاع الكلوي)
- الأمعاء الغليظة
- البنكرياس
- معدة